# Автошлях E805
Європейський маршрут E 805 — європейська дорога класу B у Португалії, що з’єднує міста Віла-Нова-де-Фамалікан — Шавеш.

## Маршрут
- Португалія
  - Віла-Нова-де-Фамалікан
  - E801 Шавеш